# Injō
Injō est un artiste sculpteur japonais du XIIIe siècle, ses dates de naissance et de décès ainsi que ses origines ne sont pas connues, mais on sait que sa période d'activité se situe à la fin du XIIIe siècle.
Ne doit pas être confondu avec Injo (peintre du XIe siècle).

## Biographie
Sculpteur bouddhique, Injō reçoit le titre de Hōin (titre ecclésiastique conféré à certains grands sculpteurs). En 1295, il exécute le Jizō Bosatsu (sanscrit: bodhisattva Ksitigarbha) du cimetière Umegahata de Kyoto.